# In den Hiärken
Koordinaten: 52° 10′ 26″ N, 7° 43′ 34″ O

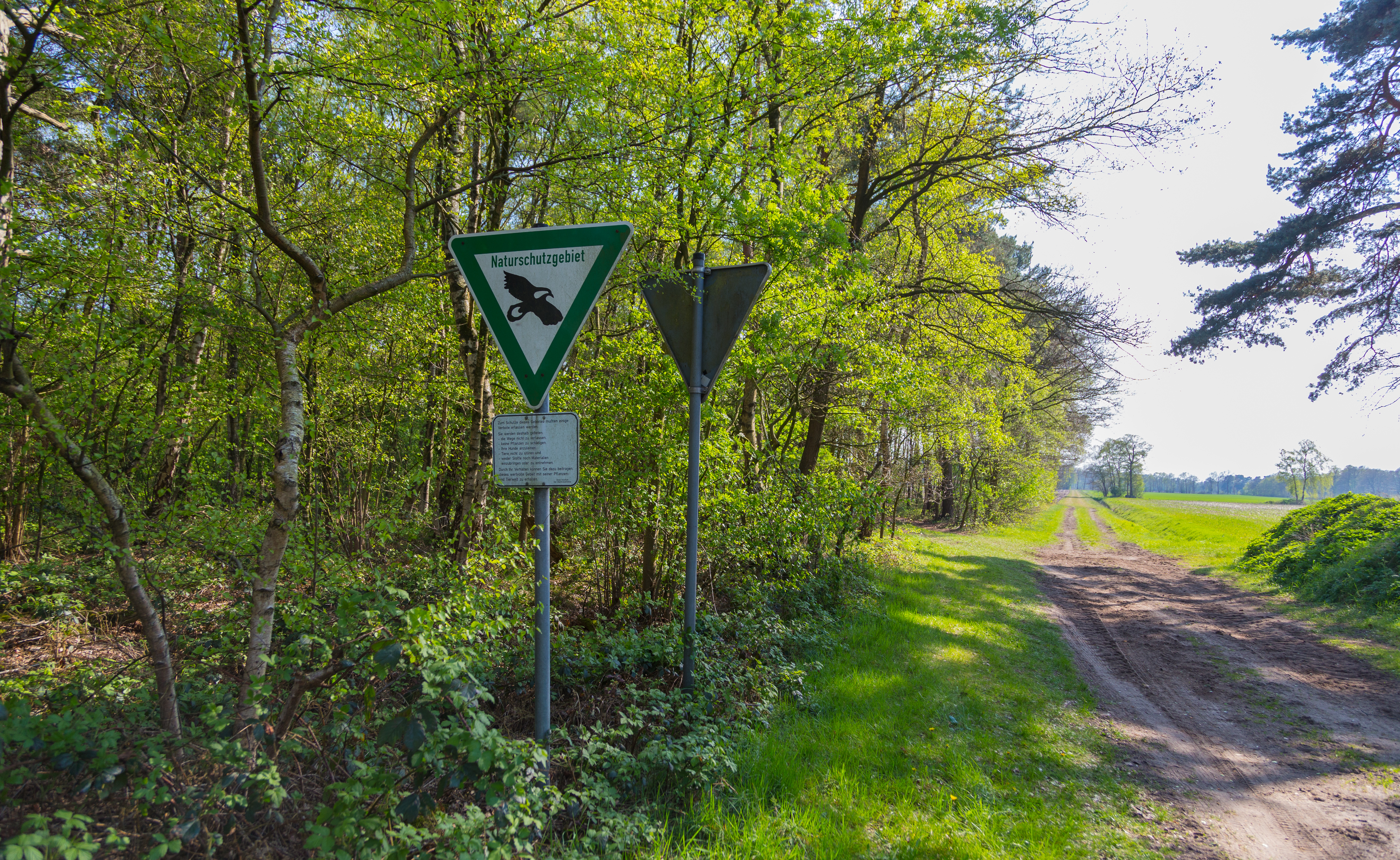
Naturschutzgebiet In den Hiärken (April 2017)

Das Naturschutzgebiet In den Hiärken liegt auf dem Gebiet der Gemeinde Ladbergen und der Städte Lengerich (Westfalen) und Tecklenburg im Kreis Steinfurt in Nordrhein-Westfalen. Das Gebiet erstreckt sich westlich der Kernstadt Lengerich. Westlich fließt der Dortmund-Ems-Kanal, östlich verlaufen die Landesstraße L 597 und die A 1, nordwestlich erstreckt sich das 243 ha große Naturschutzgebiet Feuchtgebiet Saerbeck.

## Bedeutung
Für Ladbergen, Lengerich und Tecklenburg ist seit 1992 ein 166,43 ha großes Gebiet unter der Kenn-Nummer ST-088 als Naturschutzgebiet ausgewiesen. Das aus sechs Teilflächen bestehende Gebiet wurde unter Schutz gestellt zur Erhaltung, Entwicklung und Wiederherstellung von Lebensgemeinschaften und Biotopen, insbesondere für seltene und z. T. stark gefährdete landschaftsraumtypische Pflanzen und Pflanzengesellschaften des offenen Wassers und des feuchten Grünlandes und der daran angepassten z. T. stark gefährdeten Tierarten, u. a. Wat- und Wiesenvögel, Amphibien und Wirbellose. Im Jahr 2000 wuchs das Gebiet durch Ausweisung einiger Flächen von 139 ha auf 152 ha. Später wurden weitere Flächen hinzugezogen.